# Eerstwijdende bisschop
Een eerstwijdende bisschop is, in de Rooms-Katholieke Kerk, een bisschop die een priester tot bisschop wijdt.
De eerstwijdende bisschop is de bisschop die presideert tijdens een bisschopswijding. Hij wordt daarbij terzijde gestaan door medewijdende bisschoppen. De bisschop wordt, in het kerkelijk recht, ook wel bisschop-hoofdconsecrator genoemd, terwijl de medewijdende bisschoppen ook wel worden aangeduid als mede-consacrerende bisschoppen. Hoewel een bisschopswijding geldig is wanneer deze, op last van de paus, door één bisschop geschiedt, schrijft het kerkelijk wetboek de aanwezigheid van medewijdende bisschoppen voor en bovendien de deelname aan de wijding door alle aanwezige bisschoppen, die deze deelname bevestigen door handoplegging aan de wijdeling.